# Джордж Кюкор
Джордж Дюи Кюкор (на английски: George Dewey Cukor) (1899-1983 г.) е американски филмов режисьор.

## Биография

### Ранни години
Роден е като Джордж Дюи Кюкор на 7 юли 1899 година в град Ню Йорк, район Манхатън, квартал Долен Ийст Сайд, семейството на Виктор и Хелън-Илона Кюкор - унгарски имигранти от еврейски произход. Средното му име му е дадено в чест на Джордж Дюи, герой от Испано-американската война.
В детските си години, Джордж Кюкор ходи на уроци по танци. На 7-годишна възраст, той участва в рецитал, заедно с Дейвид Селзник, който ще се превърне в един от големите холивудски продуценти и в бъдеще ще бъде сред неговите работодатели. Като юноша, той често е воден на нюйоркския хиподрум от чичо си. Увлечен от театъра, нерядко бяга от часове в гимназията за да посещава следобедните театрални матинета. През последната година в училище, Джордж работи като статист в Метрополитън опера, получавайки по 50 цента на участие и по 1 долар ако е гримиран като чернокож. След дипломирането му през 1917 г., от него се очаква да тръгне по стъпките на баща си и да преследва юридическа кариера. Той с неохота започва да посещава Сити колеж в Ню Йорк, където предвид разгара на Първата световна война, е включен в студентските армейски тренировъчни корпуси.

### Филмова кариера
С кариера простираща се в 5 десетилетия, Кюкор е сред най-титулуваните режисьори от класическия период на Холивуд през 1930-те, 1940-те, 1950-те и 1960-те години. Още в началото на професионалния си път, работейки за Дейвид Селзник, той режисира поредица от хитови (много успешни) заглавия получавайки и първата си номинация за награда „Оскар“ за най-добър режисьор за филма „Малки жени“ (1933).
През 1939 година, Кюкор е привлечен да режисира мащабния епос „Отнесени от вихъра“, но малко след старта на работата е отстранен от продукцията. Въпреки това, няколко сцени заснети от него остават в окончателния вариант на филма. Без да губи увереност, той се впуска в други проекти, сътворявайки множество класически произведения на американската кинематография сред които „Филаделфийска история“ (1940), „Двойствен живот“ (1947), „Ребро адамово“ (1949), „Родена вчера“ (1950), „Родена е звезда“ (1954) и мюзикъла „Моята прекрасна лейди“ (1964) за който е удостоен с награда „Оскар“ за най-добър режисьор след общо петте си номинации през годините в тази категория. За същия филм, Кюкор получава и престижното отличие „Златен глобус“.

## Филмография

### Частична режисьорска филмография
| Година | Филм                       | Оригинално заглавие    | Бележки                                            |
| ------ | -------------------------- | ---------------------- | -------------------------------------------------- |
| 1932   | Молба за развод            | A Bill of Divorcement  |                                                    |
| 1933   | Малки жени                 | Little Women           | номинация за „Оскар“ за режисура                   |
| 1933   | Вечеря в осем              | Dinner at Eight        |                                                    |
| 1935   | Дейвид Копърфийлд          | David Copperfield      |                                                    |
| 1936   | Ромео и Жулиета            | Romeo and Juliet       |                                                    |
| 1936   | Камил                      | Camille                |                                                    |
| 1938   | Ваканция                   | Holiday                |                                                    |
| 1939   | Жените                     | The Women              |                                                    |
| 1940   | Филаделфийска история      | The Philadelphia Story | номинация за „Оскар“ за режисура                   |
| 1941   | Жената с две лица          | Two-Faced Woman        |                                                    |
| 1944   | Светлина от газената лампа | Gaslight               |                                                    |
| 1947   | Двойствен живот            | A Double Life          | номинация за „Оскар“ за режисура                   |
| 1949   | Адамово ребро              | Adam's Rib             |                                                    |
| 1950   | Родена вчера               | Born Yesterday         | номинации за „Оскар“ и „Златен глобус“ за режисура |
| 1954   | Родена е звезда            | A Star Is Born         |                                                    |
| 1957   | Див е вятърът              | Wild Is the Wind       |                                                    |
| 1960   | Лудетината в розово трико  | Heller in Pink Tights  |                                                    |
| 1964   | Моята прекрасна лейди      | My Fair Lady           | награди „Оскар“ и „Златен глобус“ за режисура      |
| 1972   | Пътешествия с леля ми      | Travels with My Aunt   |                                                    |
| 1975   | Любов сред развалините     | Love Among the Ruins   |                                                    |
| 1976   | Синята птица               | The Blue Bird          |                                                    |